# 帕什利 (密蘇里州)
帕什利（英語：Parshley）是位於美國密蘇里州賈斯珀縣的非建制地區。

## 歷史
帕什利的郵局於1890年設立，其後於1901年停運。

## 地理
帕什利所處的海拔為高於海平面320米（即1050英呎），而該地所採用的時區為UTC-6，即北美中部時區（CST）。同時該地設有夏令時間，為UTC-6調快一小時，即UTC-5（CDT）。